# Listă de politicieni filipinezi implicați în scandaluri publice
Aceasta este o listă de politicieni filipinezi implicați în scandaluri publice:

## Președinți
- Ferdinand Marcos, a avut peste 600 milioane de dolari depuși în băncile din Elveția.[1]
- Joseph Estrada, a fost răsturnat de la putere în anul 2001 în urma unei revolte susținute de armată și a fost condamnat la închisoare pe viață pentru fapte de corupție, el fiind ulterior grațiat de președintele Gloria Arroyo.[2]
- Gloria Arroyo - în 2005 a apărut o înregistrare audio în care Arroyo este surprinsă cerându-i unui șef al comisiei electorale să aranjeze victoria ei la alegerile prezidențiale din 2004.[3] În 2011 a fost arestată pentru fraudă electorală.[2]

## Senatori
- Antonio Trillanes, în anul 2007 a condus o revoltă armată eșuată în 2003 și încă una în 2007.[4][5][6]

## Primari
- Andal Ampatuan Jr. din Datu Unsay, Maguindanao, a fost acuzat de 25 de asasinate și de organizarea masacrului în care cel puțin 57 de persoane, printre care oameni politici și jurnaliști, au fost uciși în sudul insulelor Filipine.[7][8][9][10][11][12][13][14][15]